# Olovnatá běloba
Olovnatá běloba (lidově „plavajz“ – z něm. Bleiweiß) je zásaditý uhličitan olovnatý (směs uhličitanu a hydroxidu olovnatého) – 2 PbCO3 · Pb(OH)2.
Je to v minulosti nejužívanější ze tří bílých pigmentů na bázi olova. Dále se používal síran olovnatý jako „olověná běloba“. Nejméně se používal uhličitan olovnatý – mletý cerusit.

## Charakteristika
Olovnatá běloba je jedovatý světlostálý pigment s vysokou kryvostí, který s vhodným pojivem vytváří výrazný lesk. Je vhodný pro olejová pojiva, neboť má výrazný sikativní účinek (urychlující zasychání). Navíc je v olejovém pojivu více chráněn před účinky vzdušného sirovodíku, který způsobuje tmavnutí vytvářením černého sulfidu olovnatého. Z téhož důvodu není vhodné jeho mísení s pigmenty obsahujícími síru. Pro svou toxicitu byla olovnatá běloba postupně nahrazena nejprve barytovou nebo zinkovou a později titanovou bělobou.

## Výroba
Olovnatá běloba je uměle vytvořený pigment. V přírodě se vyskytuje jako vzácný minerál hydrocerusit. Starodávný postup výroby se popisuje takto: Do skleněné nádoby se umístí kousky (nejlépe destičky) olova spolu s miskou octa. Nádoba se zakope do hnoje, kde se během několika týdnů olovo působením octových par a oxidu uhličitého pokryje vrstvou bílého prášku. Také pozdější metody jsou založeny na principu reakce octanu olovnatého s oxidem uhličitým.

## Použití

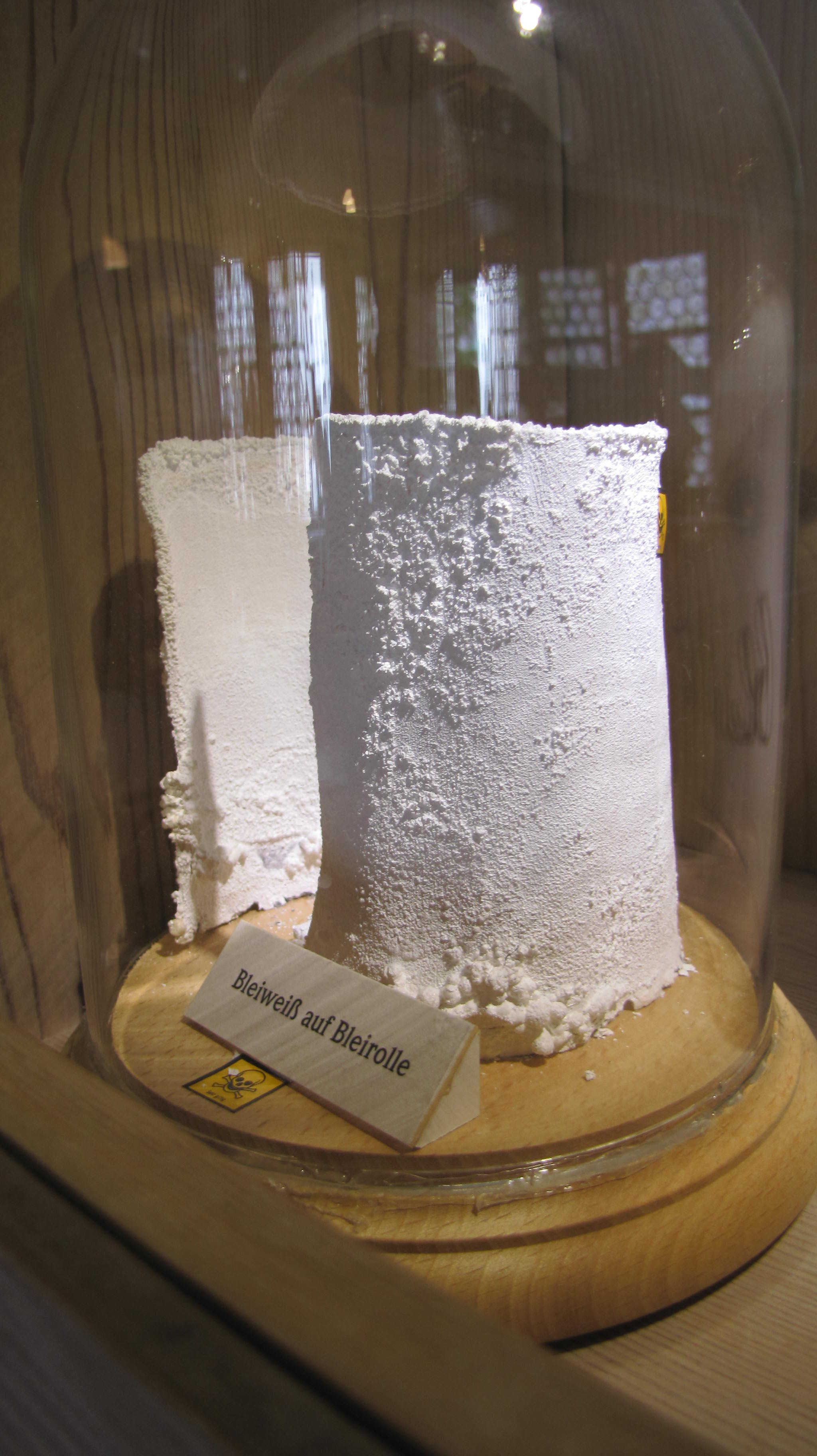
Olověný plech pokrytý vrstvou olovnaté běloby

Pro uměleckou malbu se používá olovnatá běloba pouze při restaurování starých olejomaleb. Až do konce 20. století byla olovnatá běloba používána do základních nátěrů na dřevo a hlavně antikorozních nátěrů na čisté povrchy kovů. (Na zkorodované povrchy se používal stejně jedovatý olovnatý suřík.) Je nestálá v alkalickém prostředí – nehodí se na fresky. Pojená lněným olejem ve tmě žloutne.
Olovnatá běloba se prodávala pod různými názvy většinou dle místa vzniku: kremžská, holandská, benátská, hamburská, kremnická běloba, nebo: břidlicová, perlová, sněhová, stříbrná, či krycí běloba.
Právě různé odchylky ve složení výchozí suroviny a hlavně fakt, že olovo obsahuje řadu izotopů prvků, jejichž poměr je dán stářím olova, je rozbor olovnaté běloby nejdůležitější metodou určování stáří maleb a identifikace jejich falzifikátů.